# Лансана Конте
Лансана Конте (фр. Lansana Conté, * 1934, село Муссайя провінції Дубрека, Гвінея — † 23 грудня 2008, Конакрі, Гвінея) — гвінейський політик, державний і військовий діяч, генерал. Президент Гвінейської Республіки з 5 квітня 1984 року.
Лансана Конте прийшов до влади в 1984 році в результаті військового перевороту через тиждень після смерті першого президента Гвінеї Ахмеда Секу Туре. Лансана Конте управляв країною протягом 24 років.

## Юність і служба в армії Франції
Лансана Конте народився в 1934 році в селі Муссайя провінції Дубрека (Французька Гвінея) в сім'ї народності сусу. Мусульманин за віросповіданням. Після вивчення Корану відвідував початкову школу в Дубрека. У 14 років був допущений до вступного конкурсу до військово-технічного навчання. Успішно закінчив військові школи в Бержервілі (Берег Слонової Кістки) і в Сен-Луї (Сенегал). Свій перший військовий диплом отримав в 1957 році. 1 червня 1955 року був зарахований до армії Франції. Воював в Алжирі (з 1957) і отримав звання сержанта. Після проголошення в жовтні 1958 року незалежності Гвінеї подав прохання про звільнення з французької армії і повернення на батьківщину. У грудні того ж року подання було задоволене.

## Військова кар'єра
31 грудня 1958 року звільнений їх французькій армії Лансана Конте повернувся до Гвінеї і зійшов на берег в Конакрі. Був направлений на створення національної армії. У 1962 році закінчив офіцерську школу у військовому таборі Альфа Яйя в Конакрі, отримав атестат командира артилерійського взводу і звання аспіранта. 15 січня 1962 року був направлений на службу у 2-й батальйон Артилерійського навчального центру в Киндіа. 1 липня 1963 року отримав звання молодшого лейтенанта. 1 липня 1965 року отримав звання лейтенанта. Служив у складі 2-ї тактичної підгрупи в Кундарі. 1 травня 1968 року був призначений командиром роти в Гаолі. 12 жовтня 1968 року був переведений заступником командира 4-го батальйону в гарнізон м. Н. Зерекор. 26 грудня 1969 року був переведений у 2-й батальйон в Киндіа. У травні 1970 року прикомандирований до Генерального штабу армії в Конакрі. Вчився в СРСР (прискорений річний курс в 1970).
22 листопада 1970 року під час організованою Португалією збройної спроби повалення режиму Секу Туре, лейтенант Лансана Конте відзначився під час оборонних операцій в Конакрі і на острові Тамар. 27 лютого 1971 року за виключні заслуги перед нацією Лансана Конте було присвоєно звання капітана. 8 червня 1971 року він був призначений командиром оперативної зони Боке, звідки здійснювали рейди на територію Португальської Гвінеї (Гвінеї-Бісау) партизани Африканської партії незалежності Гвінеї і Островів Зеленого мису (ПАІГК). У 1974 році, після закінчення війни у Гвінеї-Бісау, призначений заступником начальника Генштабу.
10 травня 1975 року капітан Лансана Конте був призначений начальником Штабу сухопутних сил Республіки Гвінея. 28 вересня 1977 року йому було присвоєне звання майора, 1 березня 1982 року — звання полковника.

## Прихід до влади і правління
В результаті військового перевороту 3 квітня 1984 року прийшов до влади, поваливши виконувача обов'язки Президента Луї Лансана Беавогі. Полковник Конте очолив Військовий комітет національного відродження (фр. Comite Militaire de Redressemblement National, C.M.R.N.), що узяв владу в Гвінеї.
5 квітня 1984 року — Президент Гвінейської Республіки і Головнокомандувач збройними силами (фр. President de la Republique de Guinee, Chef de l,Etat, Commandant en chef des Forces Armees), Міністр національної оборони (до 22 грудня 1985 року). Створений ним режим отримав у Гвінеї назву «Другої Республіки». Прем'єр-міністром був призначений полковник Діарра Траоре, зміщений у грудні 1984 року.
Пост Прем'єр-міністра Республіки Гвінея був скасований і з 18 грудня 1984 року по 9 липня 1996 року Лансана Конте як Президент очолював уряд Гвінеї.
4 липня 1985 року, коли Конте знаходився в Ломе (Того) на саміті Організації африканської єдності, його соратники по Військовому комітету національного відродження на чолі з Діарра Траоре зробили спробу його усунення. Але армія і населення не підтримали заколот і 5 липня Лансана Конте тріумфально повернувся в країну. Того ж дня йому було присвоєне звання бригадного генерала. 22 грудня 1985 року він виступив з програмою нового політичного курсу.
3 квітня 1990 року, в роковини підстави «Другої республіки», Лансане Конте було присвоєне звання корпусного генерала.
Беззмінно очолював країну протягом 24 років, тричі переобравшись на пост президента Республіки Гвінея. У 2007 році у Гвінеї пройшли масові виступи опозиції, що вимагає відходу Конте з своєї посади.
В останні роки Президент Гвінеї страждав від хронічного діабету, і лікарі визначили у нього лейкемію.
Одружений, має двох дітей. Любив сільське господарство і спорт.